# Isländischer Fußballpokal der Männer 1966
Der isländische Fußballpokal 1966 war die siebte Austragung des isländischen Pokalwettbewerbs der Männer. Pokalsieger wurde KR Reykjavík. Das Team setzte sich im Finale am 23. Oktober 1966 im Melavöllur von Reykjavík gegen Titelverteidiger Valur Reykjavík durch.

## Modus
Die Begegnungen wurden in einem Spiel ausgetragen. Bei unentschiedenem Ausgang wurde das Spiel wiederholt.

## 1. Runde
16 Mannschaften nahmen teil, davon 6 Reserveteams.
| Datum      |                     | Ergebnis |                      |
| ---------- | ------------------- | -------- | -------------------- |
| 16.07.1966 | þróttur Reykjavík B | 3:2      | ÍB Keflavík B        |
| 17.07.1966 | FH Hafnarfjörður    | 3:1      | ÍA Akranes B         |
| 24.07.1966 | ÍB Ísafjörður       | 3:2      | þór Vestmannaeyja    |
| 06.08.1966 | Víkingur Reykjavík  | 3:1      | Fram Reykjavík B     |
| 07.08.1966 | Fram Reykjavík      | 5:1      | Breiðablik Kópavogur |
| 11.08.1966 | Valur Reykjavík B   | 3:0      | UMF Selfoss          |
| 14.08.1966 | Týr Reykjavík       | 1:0      | Haukar Hafnarfjörður |
| 14.08.1966 | KR Reykjavík B      | 3:0      | ÍB Suðurnesja        |

## 2. Runde
| Datum      |                  | Ergebnis |                     |
| ---------- | ---------------- | -------- | ------------------- |
| 18.08.1966 | KR Reykjavík B   | 1:0      | Víkingur Reykjavík  |
| 20.08.1966 | ÍB Ísafjörður    | 2:0      | þróttur Reykjavík B |
| 20.08.1966 | FH Hafnarfjörður | 2:0      | Týr Reykjavík       |
| 12.08.1966 | Fram Reykjavík   | 4:2      | Valur Reykjavík B   |

## 3. Runde
| Datum      |                | Ergebnis |                  |
| ---------- | -------------- | -------- | ---------------- |
| 03.09.1966 | ÍB Ísafjörður  | 2:1      | KR Reykjavík B   |
| 15.09.1966 | Fram Reykjavík | 4:2      | FH Hafnarfjörður |

## Viertelfinale
Teilnehmer: Die zwei Sieger der 3. Runde und die sechs Teams der 1. deild 1966.
| Datum      |                   | Ergebnis |                |
| ---------- | ----------------- | -------- | -------------- |
| 18.09.1966 | þróttur Reykjavík | 4:2      | ÍB Ísafjörður  |
| 01.10.1966 | KR Reykjavík      | 10:00    | ÍA Akranes     |
| 08.10.1966 | Valur Reykjavík   | 3:1      | ÍBA Akureyri   |
| 09.10.1966 | ÍB Keflavík       | 1:0      | Fram Reykjavík |

## Halbfinale
| Datum      |                 | Ergebnis |                   |
| ---------- | --------------- | -------- | ----------------- |
| 15.10.1966 | Valur Reykjavík | 5:0      | þróttur Reykjavík |
| 23.10.1966 | KR Reykjavík    | 3:0      | ÍB Keflavík       |

## Finale
| Paarung  | KR Reykjavík – Valur Reykjavík |
| Ergebnis | 1:0                            |
| Datum    | 23. Oktober 1966               |
| Stadion  | Melavöllur, Reykjavík          |
| Tore     | 1:0 Ársæll Kristjánsson        |